# Juan Esteban Pedernera
Juan Esteban Pedernera (n. San José del Morro, província de San Luis, 1796- † Buenos Aires, 1886), militar argentí que va participar en la Guerra de la Independència i a les guerres civils dels seu país. Va exercir el càrrec de governador de la Província de San Luís, el de Vicepresident, i el de President provisional de l'Argentina.